# Dominique Pire
Dominique Pire, nome completo Georges Charles Clement Ghislain Pire (Dinant, 10 febbraio 1910 – Lovanio, 30 gennaio 1969), è stato un religioso belga.
Frate domenicano, grazie al suo lavoro a favore dei rifugiati nel secondo dopoguerra, ha ricevuto il Premio Nobel per la pace nel 1958.

## Biografia
Pire prese i voti nel 1932 e studiò teologia e scienze sociali al Pontificio Istituto Internazionale Angelicum a Roma. Dopo aver conseguito il dottorato in teologia nel 1934 tornò nel convento di La Sarthe, a Huy, in Belgio dove si impegnò nell'aiutare le famiglie più povere.
Durante la seconda guerra mondiale partecipò attivamente alla resistenza aiutando alcuni piloti Alleati a entrare in Belgio. Per il suo impegno, dopo la fine del conflitto, ricevette numerose medaglie e riconoscimenti.
Nel 1949 iniziò a studiare il problema dei rifugiati, che descrisse nel libro Du Rhin au Danube avec 60 000 D.P. e fondò un'organizzazione per aiutarli.
Dopo aver vinto il Premio Nobel per la Pace, Pire contribuì alla nascita di un'università della pace. Essendo convinto che la pace fosse irraggiungibile senza eliminare la povertà, fondò anche un'organizzazione non governativa, “Isole di Pace”, per lo sviluppo delle aree rurali nei paesi in via di sviluppo come l'India o il Bangladesh.